# Gerard Philips
Gerard Leonard Frederik Philips (Zaltbommel,  9 de outubro de 1858 – Haia, 25 de janeiro de 1942) foi um industrialista neerlandês, co-fundador (com seu irmão Anton Philips) e diretor-geral da Philips Eletrônicos.
Seu pai, B.F.D. Philips foi um bancário em Zaltbommel nos Países Baixos.
Gerard era primo distante de Karl Marx, assim como era tio de Frits Philips.